# Rarities (Roxette)
Rarities je kompilacijski album švedskog sastava Roxette. Izdan je samo za tržišta Azije i Južne Amerike.

## Popis pjesama
1. "Vulnerable" (single verzija)
2. "Fingertips '93" (nova verzija)
3. "Dressed for Success" (Look Sharp! U.S. mix, remix: Chris Lord-Alge)
4. "Joyride" (MTV Unplugged verzija)
5. "The Look" (MTV Unplugged verzija)
6. "Dangerous" (MTV Unplugged verzija)
7. "The Sweet Hello, The Sad Goodbye" (B-strana singla "Spending My Time")
8. "The Voice" (B-strana singla "Dressed for Success")
9. "Almost Unreal" (Demo / veljača '93,)
10. "Fireworks" (Jesus Jones Remix)
11. "Spending My Time" (Electric Dance Remix)
12. "One Is Such A Lonely Number" (Demo / Rujan '87., B-strana singla "The Big L.")